# David Kneeland
David Joseph Kneeland (ur. 3 grudnia 1881 w San Francisco, zm. 15 listopada 1948 w Winthrop) – amerykański lekkoatleta, uczestnik igrzysk olimpijskich w Saint Louis w 1904.

## Występy na igrzyskach olimpijskich
Kneeland wystartował tylko raz na igrzyskach olimpijskich w 1904. 30 sierpnia wziął udział w maratonie. Kneeland dobiegł do mety na 6. miejscu.

## Rekordy życiowe
- maraton – 2:45:51 (1906)